# Antonio Royo Villanova
Antonio Royo Villanova (Saragossa, 12 de juny de 1869 - Madrid, 7 de novembre de 1958) fou un advocat, periodista i polític espanyol.

## Biografia
Fill de l'enginyer Mariano Royo Urieta i de Pilar Villanova Perena i germà del periodista Luis Royo Villanova. Catedràtic de Dret Administratiu a la Universitat de Valladolid, va ser director del periòdic El Norte de Castilla entre 1912 i 1956. La seva carrera política com a diputat es va iniciar en les eleccions generals espanyoles de 1910 quan, com membre del Partit Liberal, va ser escollit pel districte de Vall-de-roures. A les eleccions generals espanyoles de 1916 va tornar a obtenir escó, aquest cop pel districte de Terol. Oposat a qualsevol classe de reivindicació catalana, el 1917 va traduir al castellà La nacionalitat catalana d'Enric Prat de la Riba. El 1920 va ingressar com a acadèmic de número a la Reial Acadèmia de Ciències Morals i Polítiques.
Amb la proclamació de la Segona República Espanyola i com independent en la candidatura del Partit Agrari va obtenir novament un escó, en aquesta ocasió per la circumscripció de Valladolid, a les eleccions de 1931, escó que novament va obtenir ja com membre del Partit Agrari a les eleccions de 1933.
En les Corts Constituents es van fer notar, per la seva actuació en el si de la Minoria Agrària, els qui haurien de ser els seus principals dirigents: Antonio Royo Villanova, cèlebre per la seva aferrissada oposició a l'Estatut de Núria de 1932; José María Cid Ruiz-Zorrilla, tenaç opositor a la Llei de Reforma Agrària; i José Martínez de Velasco, president, en aquell temps, d'aquesta minoria, convertida en baluard combatiu de les diverses dretes no republicanes.
Durant el bienni radical-cedista, va ocupar la cartera de ministre de Marina, entre el 6 de maig i el 25 de setembre de 1935, al govern que va presidir Alejandro Lerroux.

## Obres
- La descentralización y el regionalismo, 1900
- El problema catalán, 1908
- Por la nación única. Un grito contra el Estatuto, 1932